# La iena di San Giorgio
La iena di San Giorgio è una leggenda che narra la storia di un macellaio che confezionava salumi utilizzando carne umana (da soggetti di sesso femminile), utilizzata nel teatro dei burattini.

## Storia
Sembra che la leggenda sia ispirata da un fatto vero avvenuto a San Giorgio Canavese nel marzo 1835 quando un uomo, Giorgio Orsolano, soprannominato "La Iena di San Giorgio", venne impiccato per crimini forse legati al cannibalismo. Condannato a morte per i delitti e le orribili mutilazioni inferte alle giovani vittime, Giorgio Orsolano è additato dai paesani anche come antropofago, cosa che lascerà in eredità alla popolazione sangiorgese il soprannome di "mangiacristiani". Questa vicenda è ricordata ancora oggi dalla popolazione locale e trova riscontri nel Museo di antropologia criminale dove è custodito il calco della testa decapitata e nell'archivio di Stato dove è conservata la sentenza di morte.
Della leggenda esistono più versioni e di recente il burattinaio Gualberto Niemen ne ha ricostruito la storia nel libro: "La iena di San Giorgio: storia di una vecchia leggenda: due atti per teatro dei burattini". Sono inoltre famose le versioni di Luigi Forti intitolata "Biagio Carnico" e quella di Guido Ceronetti che reca come titolo "La iena di San Giorgio". Si tratta del primo spettacolo di marionette di Ceronetti per il Teatro dei Sensibili.